# عزابة (ولاية سكيكدة)
عزابة هي مركز دائرة عزابة الواقعة في ولاية سكيكدة في الجزائر، تحدها شمالا بلدية فلفلة وشرقا بلدية القل وغربا بلدية بني بشير وهي بلدية تعدادها السكاني حوالي 128900 نسمة تمارس فيها الزراعة كمصدر اساسي وخدماتي وهي من أكبر بلديات الولاية السياحة ويتوفر في هذه البلدية معدن الزئبق النادر واخذت شهرة كبيرة بذلك غير ان الدولة لم تشرع بعد في استغلال هذا المعدن الثمين وتبعد عن سكيكدة 34 كلم وعنابة 67 كلم وقسنطينة 70 كلم

## أعلام
- عبد الحميد بوشوك
- علي منجلي
- عز الدين مجوبي
- بابلو اسكوبار